# Sportivnyj Kompleks Krylatskoje
Sportivnyj kompleks "Krylatskoje" (russisk: Спортивный комплекс "Крылатское", tr. Sportivnyj kompleks "Krylatskoje) er en skøjtehal i Moskva, Rusland, som åbnede i 2004. Hallen bliver primært anvendt til hurtigløb på skøjter og bandy men indeholder også faciliteter til ishockey, curling, kortbaneløb på skøjter og kunstskøjteløb.
Hallen har plads til 8.000 tilskuere og har bl.a. været vært for:
- Fed Cup-finalen i 2004
- VM i hurtigløb på skøjter 2005
- VM i bandy 2010